# Троицкая, Александра Сергеевна (горнолыжница)
Алекса́ндра Серге́евна Тро́ицкая (род. 18 декабря 2003 года, Алма-Ата, Казахстан) — казахстанская горнолыжница, участница зимних Олимпийских игр 2022 в Пекине.

## Биография

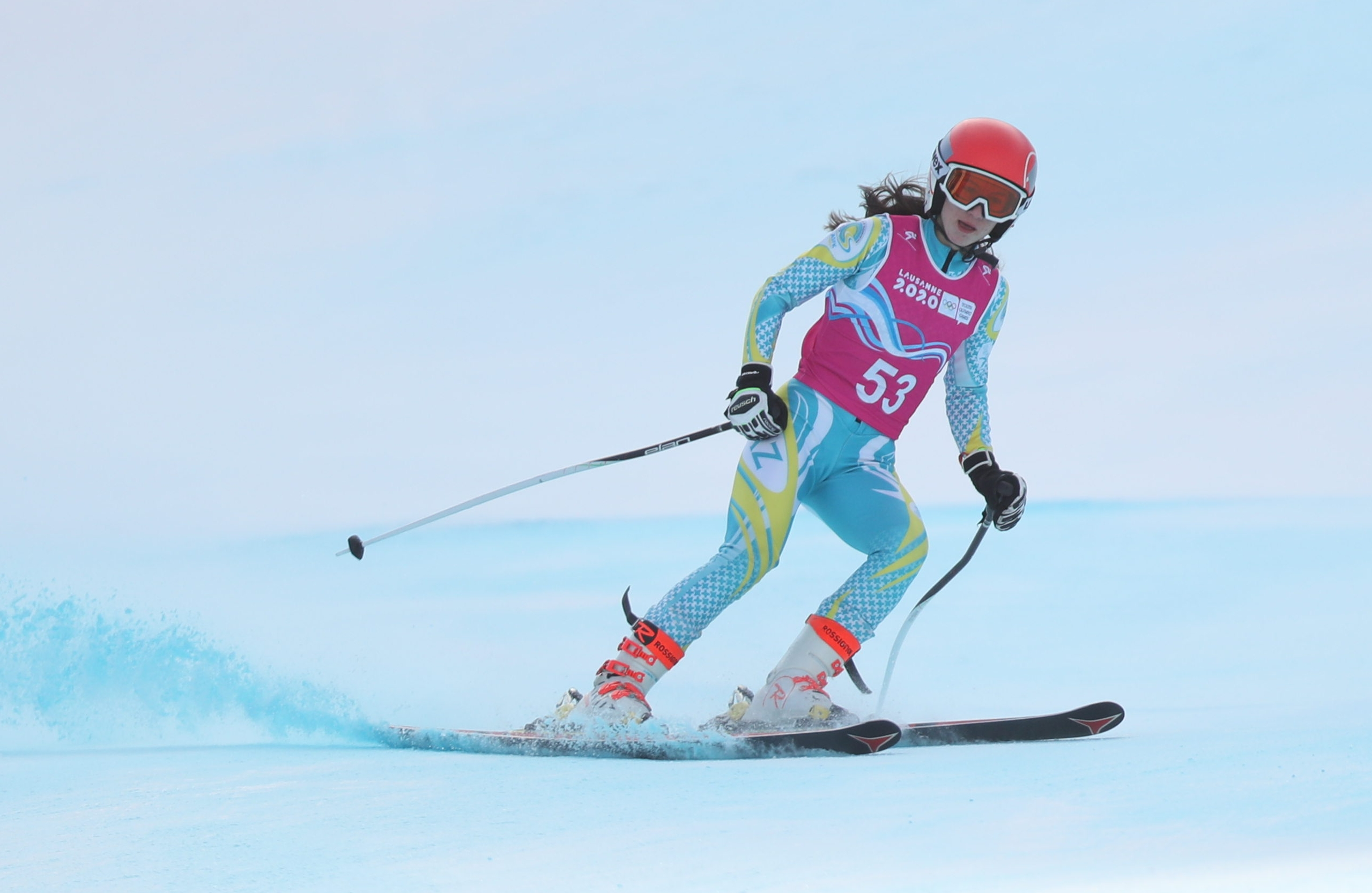
На зимних Юношеских Олимпийских играх 2020 в Лозанне

Александра начала заниматься горнолыжным спортом с 8 лет. В 2013 году вступила в спортивный клуб Shymbulak Ski Club. В 2019 году впервые выиграла взрослый чемпионат Казахстан, тем самым подтвердила звание мастера спорта Республики Казахстан в 15 лет. В 2020 году приняла участие на зимних Юношеских Олимпийских играх в Лозанне, на которых заняла 45-е место в супергиганте.
В 2022 году приняла участие на зимних Олимпийских играх 2022 в Пекине. В соревнованиях по слалому 18-летняя спортсменка не смогла дойти до финиша, сойдя с дистанции в первой попытке.

## Результаты выступлений
| Год  | Соревнование                           | Место       | Супергигант | Гигантский слалом | Слалом | Комбинация |
| ---- | -------------------------------------- | ----------- | ----------- | ----------------- | ------ | ---------- |
| 2020 | Зимние юношеские Олимпийские игры 2020 | Лозанна     | 45          | DNF1              | DNF1   | DNF2       |
| 2022 | Зимние Олимпийские игры 2022           | Пекин       | —           | —                 | DNF1   | —          |
| 2023 | Зимняя Универсиада 2023                | Лейк-Плэсид | —           | 58                | DNF1   | —          |